# Lâm Đạc
Lâm Đạc (tiếng Trung: 林铎, bính âm Hán ngư: Lín Duó), sinh tháng 3 năm 1956, một người Hán, chính trị gia nước Cộng hòa Nhân dân Trung Hoa. Ông hiện là Ủy viên Ủy ban Trung ương Đảng Cộng sản Trung Quốc khóa XIX. Ông nguyên là Bí thư Tỉnh ủy tỉnh Cam Túc, Chủ nhiệm Ủy ban Thường vụ Đại hội đại biển Nhân dân tỉnh Cam Túc, Bí thư thứ nhất Quân ủy Quân khu Cam Túc, Ủy viên dự khuyết Ủy ban Trung ương Đảng Cộng sản Trung Quốc khóa XVIII; Phó Bí thư Tỉnh ủy, Tỉnh trưởng Chính phủ Nhân dân tỉnh Cam Túc; Bí thư Ủy ban Kiểm tra Kỷ luật tỉnh Liêu Ninh, Bí thư Thành ủy thành phố Cáp Nhĩ Tân.
Lâm Đạc gia nhập Đảng Cộng sản Trung Quốc năm 1975, là Thạc sĩ Luật học.

## Xuất thân và giáo dục
Lâm Đạc sinh tháng 3 năm 1956, quê quán tại địa cấp thị Hà Trạch, tỉnh Sơn Đông.
Vào tháng 10 năm 1975, ông được kết nạp Đảng Cộng sản Trung Quốc. Từ tháng 9 năm 1994 đến tháng 7 năm 1997, ông học tại chức tại Trường Đảng Bắc Kinh, chuyên ngành Quản lý Kinh tế, sau đó nhận bằng Cử nhân. Đồng thời, từ tháng 9 năm 1995 đến tháng 7 năm 1998, ông học tại Trường Đảng Trung ương Đảng Cộng sản Trung Quốc, sau đó nhận bằng Thạc sĩ Luật học.

## Sự nghiệp
Tháng 12 năm 1974, khi 18 tuổi, ông gia nhập Hải quân Quân Giải phóng Nhân dân Trung Quốc, phục vụ ngành tàu ngầm, đội 401B trong năm năm. Vào tháng 12 năm 1979, ông chuyển vào làm việc ở Bộ phận Quảng bá, Trạm 511 thuộc Bộ Công nghiệp Hàng không Vũ trụ Trung Quốc.

### Bắc Kinh
Sau khi xuất ngũ vào tháng 11 năm 1982, ông được tuyển dụng vào Đội thứ hai của Văn phòng Quản lý đường cao tốc Hoài Nhu, thuộc quận Hoài Nhu, Bắc Kinh. Ông lần lượt làm chuyên viên, rồi Phó Bí thư, Phó Chủ nhiệm, và Bí thư Đảng ủy Văn phòng. Tháng 10 năm 1989, ông giữ chức Phó Bí thư Đảng ủy Văn phòng Quản lý đường cao tốc thành phố Bắc Kinh, rồi Phó Bí thư Đảng ủy, Bí thư Ủy ban Kỷ luật và Trưởng Ban Tổ chức Văn phòng Đường cao tốc Bắc Kinh.
Tháng 12 năm 1992, ông được bổ nhiệm làm Ủy viên Ban Thường vụ, Bí thư Ủy ban Kiểm tra Kỷ luật Sở Giao thông Vận tải thành phố Bắc Kinh, vẫn kiêm nhiệm chức vụ Phó Bí thư Đảng ủy, Bí thư Ủy ban Kiểm tra Kỷ luật Văn phòng Đường cao tốc Bắc Kinh. Tháng 9 năm 1994, ông giữ chức Phó Chủ nhiệm Ủy ban Quản lý hành chính thành phố Bắc Kinh (Cơ quan ngang sở, trực thuộc Chính phủ Nhân dân thành phố Bắc Kinh).
Vào tháng 5 năm 1999, ông tiếp tục giữ chức Phó Chủ nhiệm Ủy ban Quản lý hành chính thành phố Bắc Kinh, kiêm Bí thư Đảng ủy và Chủ tịch Công ty TNHH Khí đốt thành phố Bắc Kinh (một doanh nghiệp nhà nước). Sau đó, ông được thăng chức thành Chủ nhiệm Ủy ban Quản lý hành chính, Bí thư Đảng ủy Ủy ban Quản lý hành chính thành phố Bắc Kinh.
Vào tháng Giêng năm 2003, ông được bổ nhiệm là Phó Bí thư Quận ủy, Quận trưởng quận Tây Thành, Bắc Kinh và tháng 10 năm 2006, ông giữ chức Bí thư Quận ủy quận Tây Thành, Bắc Kinh.
Tháng 7 năm 2010, ông được bổ nhiệm làm Phó Tổng thư ký Thành ủy Bắc Kinh.

### Hắc Long Giang
Vào tháng 7 năm 2010, ông được điều chuyển tới Hắc Long Giang, bổ nhiệm làm Phó Bí thư Thành ủy Cáp Nhĩ Tân, Bí thư Đảng ủy Chính phủ Nhân dân thành phố. Vào tháng 8 năm 2010, ông được bổ nhiệm làm Thị trưởng Chính phủ Nhân dân thành phố Cáp Nhĩ Tân và được chính thức bầu làm Thị trưởng vào tháng 1 năm 2011.
Vào tháng 1 năm 2012, ông được bổ nhiệm làm Bí thư Thành ủy Cáp Nhĩ Tân. Vào tháng 4 năm 2012, ông được bổ nhiệm thêm vị trí Thường vụ Tỉnh ủy Hắc Long Giang. Vào tháng 11 năm 2012, tại Đại hội Đảng Cộng sản Trung Quốc lần thứ 18, ông được bầu làm Ủy viên Ủy ban Trung ương Đảng Cộng sản Trung Quốc khóa XVIII.

### Liêu Ninh
Vào tháng 8 năm 2014, ông được điều chuyển tới Liêu Ninh, giữ chức vụ Thường vụ Tỉnh ủy tỉnh Liêu Ninh, Bí thư Ủy ban Kiểm tra Kỷ luật tỉnh Liêu Ninh.

### Cam Túc
Tháng 3 năm 2016, ông được chuyển tới Cam Túc, giữ cương vị Thường vụ Tỉnh ủy tỉnh Cam Túc, Phó Bí thư Tỉnh ủy tỉnh Cam Túc. Ngày 01 tháng 4 năm 2016, ông là Thường vụ Tỉnh ủy, Phó Bí thư Tỉnh ủy, được bổ nhiệm làm Phó Tỉnh trưởng Chính phủ Nhân dân tỉnh Cam Túc, Quyền Tỉnh trưởng Chính phủ Nhân dân tỉnh Cam Túc.
Vào ngày 24 tháng 5 năm 2016, ông được bầu làm Tỉnh trưởng Chính phủ Nhân dân tỉnh Cam Túc. Chỉ gần một năm sau, vào ngày 01 tháng 4 năm 2017, ông được bổ nhiệm làm Bí thư Tỉnh ủy tỉnh Cam Túc. Vào ngày 05 tháng 5 năm 2017, ông được bầu làm Chủ nhiệm Ủy ban Thường vụ Đại hội Đại biểu Nhân dân tỉnh Cam Túc. Vào tháng 7 năm 2016, ông được bầu làm Đại biểu Cam Túc của Đại hội Đại biểu Nhân dân Toàn quốc lần thứ 12 tại cuộc họp lần thứ 25 của Ủy ban Thường vụ Đại hội Đại biểu Nhân dân tỉnh Cam Túc. Vào tháng 10 năm 2017, ông được bầu làm Ủy viên Ủy ban Trung ương Đảng Cộng sản Trung Quốc khóa XIX tại Đại hội Đảng Cộng sản Trung Quốc lần thứ 19.
Tháng 3 năm 2021, ông được miễn nhiệm, nghỉ hưu ở vị trí Bí thư Tỉnh ủy Cam Túc, kế nhiệm bởi Doãn Hoằng.